# Protège-carte

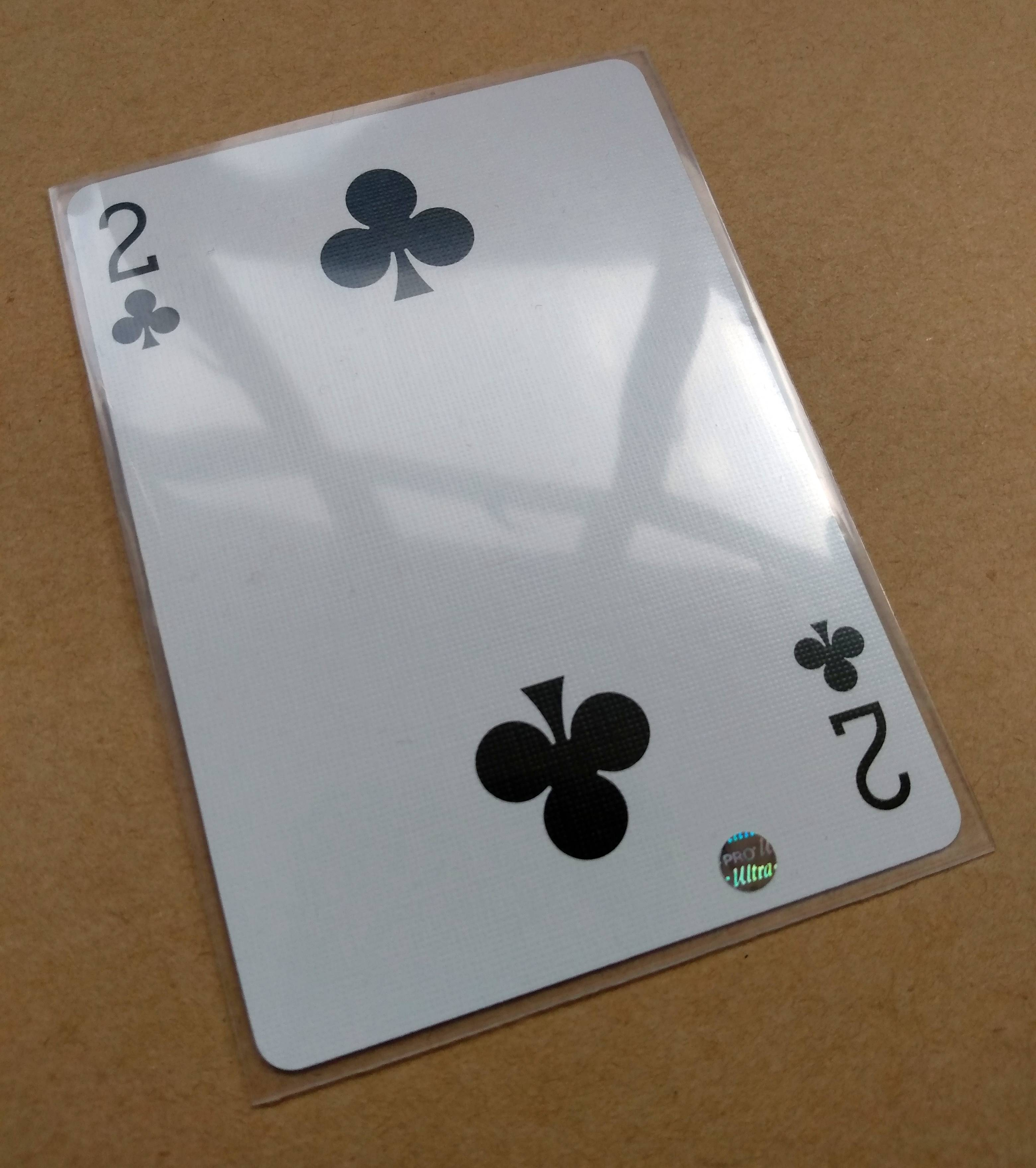
Carte à jouer dans une protection en plastique

Un protège-carte est une pochette en plastique qui sert à protéger une carte à jouer traditionnelle ou contemporaine, ou appartenant au matériel d'un jeu de société.

## Tailles / Formats
Les protège-cartes existent en plusieurs formats. Un protège-carte est fabriqué pour une taille de carte spécifique : sa carte idéale.
Pour des raisons pratiques, la taille indiquée et servant de référence est la taille de la carte "idéale". En fait, le protège-carte est légèrement plus grand que la dimension indiquée sur l'emballage. Une taille est exprimée en millimètres (mm) ou en pouces et en 2 dimensions : Largeur x Hauteur (par ex: 59 × 92 mm pour une taille standard en Europe).
Plus il y a de différence entre la carte idéale et la carte réelle, plus la carte réelle « flotte » dans son protège-carte.

À un nom de format peuvent correspondre plusieurs tailles différentes.
| Nom du Format               | Tailles possibles (carte idéale) | Exemples de jeux |
| --------------------------- | -------------------------------- | --- |
| Mini US (petites cartes)    | - 41 × 63 mm                     | - Battlestar Galactica, (cartes petit format) - Horreur à Arkham, - Twilight Imperium, - Warrior Knights, - World of Warcraft, - Abyss (Alliés), - Le Trône de Fer (jeu de société), - Conan de Monolith, - Blood Rage, |
| mini EURO (petites cartes)  | - 44 × 68 mm                     | - El Grande, - Les Piliers de la Terre, - Wings of War, - 7 Wonders : Duel, Joan of Arc, - Takenoko, - Catan, - Happy_City (en) - Robinson Crusoé - Aventures sur l'île Maudite, - Galèrapagos |
| US (grandes cartes)         | - 56 × 87 mm - 57 × 89 mm        | - Bang, - Bohnanza, - Bridge, - Les Aventuriers du Rail, - Les Chevaliers de la Table Ronde, - Munchkin, - Linq, - Président Balayeur Général, - Saboteur, - Roborally, - Minivilles, - Lost Cities : le Jeu de Plateau ... - Citadelles, - Ghost Stories |
| US Chimera (grandes cartes) | - 57,5 × 89 mm                   | - Battlestar Galactica, (cartes grand format) - Pit, - Descent |
| EURO (grandes cartes)       | - 59 × 92 mm                     | - Agricola, - Alhambra, - Battlelore, - Civilization, - Cuba, - Dominion, - Kahuna, - l'Âge de Pierre, - Le Havre, - Le Poker des Cafards (Kaker Laken Poker), - Le Trône de Fer, - Mémoire 44, - San Juan, - Maracaibo, - Complots, - Robinson Crusoé - Aventures sur l'île Maudite, - Roma, - Bazar bizarre, - Sibéria, - Galèrapagos |
| Standard                    | - 63 × 88 mm                     | - Magic : L'Assemblée - One Piece Card Game - Pokémon JCC - Claustrophobia - Mexican Hold'em Poker - Pandémie - Shadow Hunter - Love Letter - Star Realms - Hero Realms - Joan of Arc - Spyrium - Ascension - Tchak! - Héros à louer - Mage Noir - Exploding Kittens (édition festive) La plupart des jeux de cartes à collectionner : Magic, L’Appel de Cthulhu JCE, Le Trône de Fer JCE, Warhammer Invasion JCE sont au format dit standard. |
| UG - SUPREME                | - 66 × 91 mm                     | - Splendor |
| 7 Wonders                   | - 65 × 100 mm                    | - 7 Wonders, - 7 Gambit, - Abyss (Seigneurs), - 7 Wonders Duel, - Similo |
| Japonais                    | - 59 × 86 mm                     | - Yu-Gi-Oh! |
| Tarot français              | - 61× 112 mm                     | - Oriflamme, - Time Bomb |
| Tarot                       | - 70× 120 mm                     | - Joan of Arc |

## Décoration
Les protège-cartes peuvent être transparents (avec ou sans couleur) et/ou avoir un dos illustré.

## Fabricants
- Arcane Tinmen
- Fantasy Flight Games
- Mayday Games
- Ultra-Pro